# Вологі ліси Веракрусу
Вологі ліси Веракрусу (ідентифікатор WWF: NT0176) — неотропічний екорегіон тропічних та субтропічних вологих широколистяних лісів, розташований на сході Мексики.

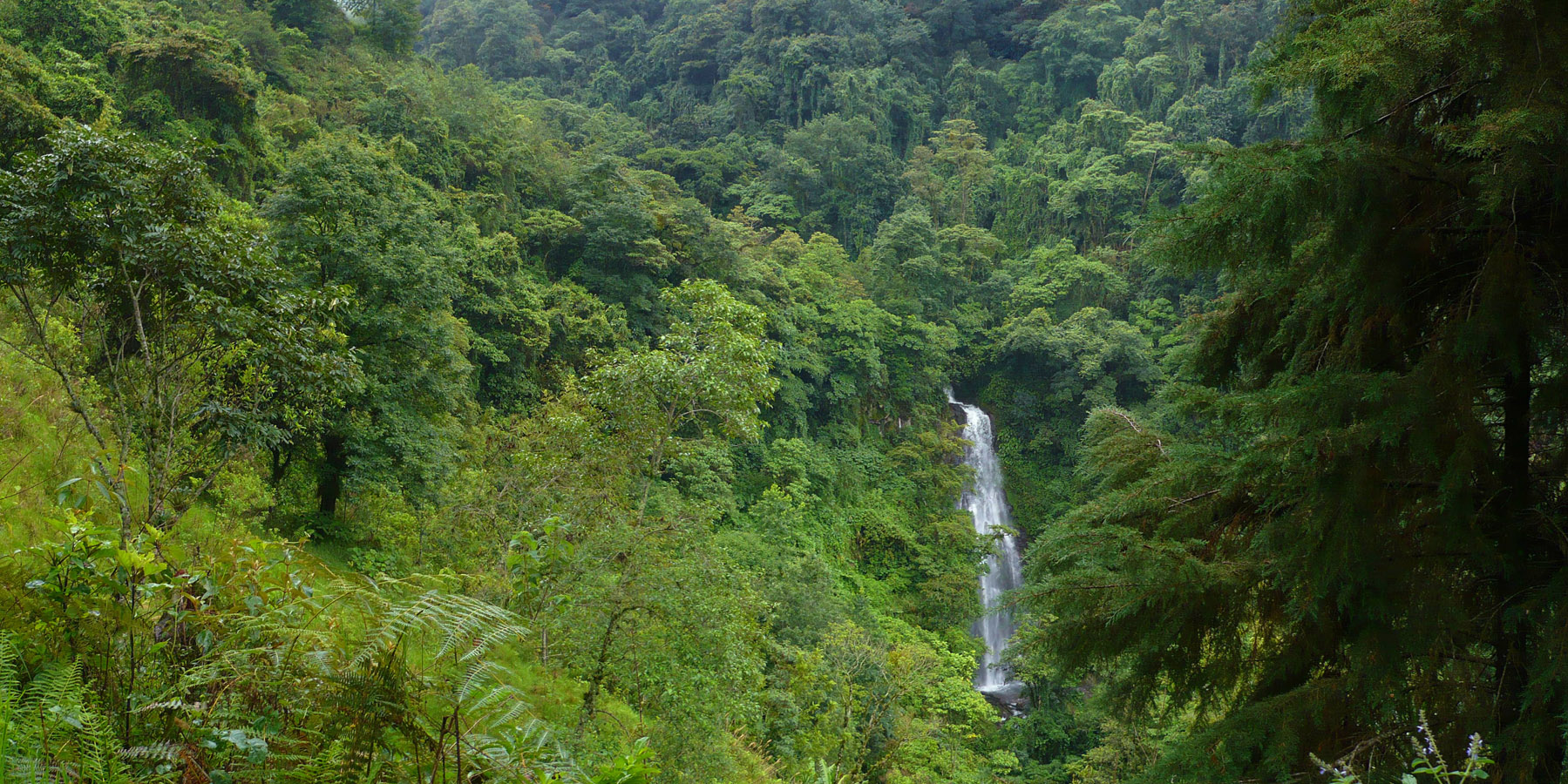
Ліс в околицях Коатепек (Веракрус) (Веракрус)

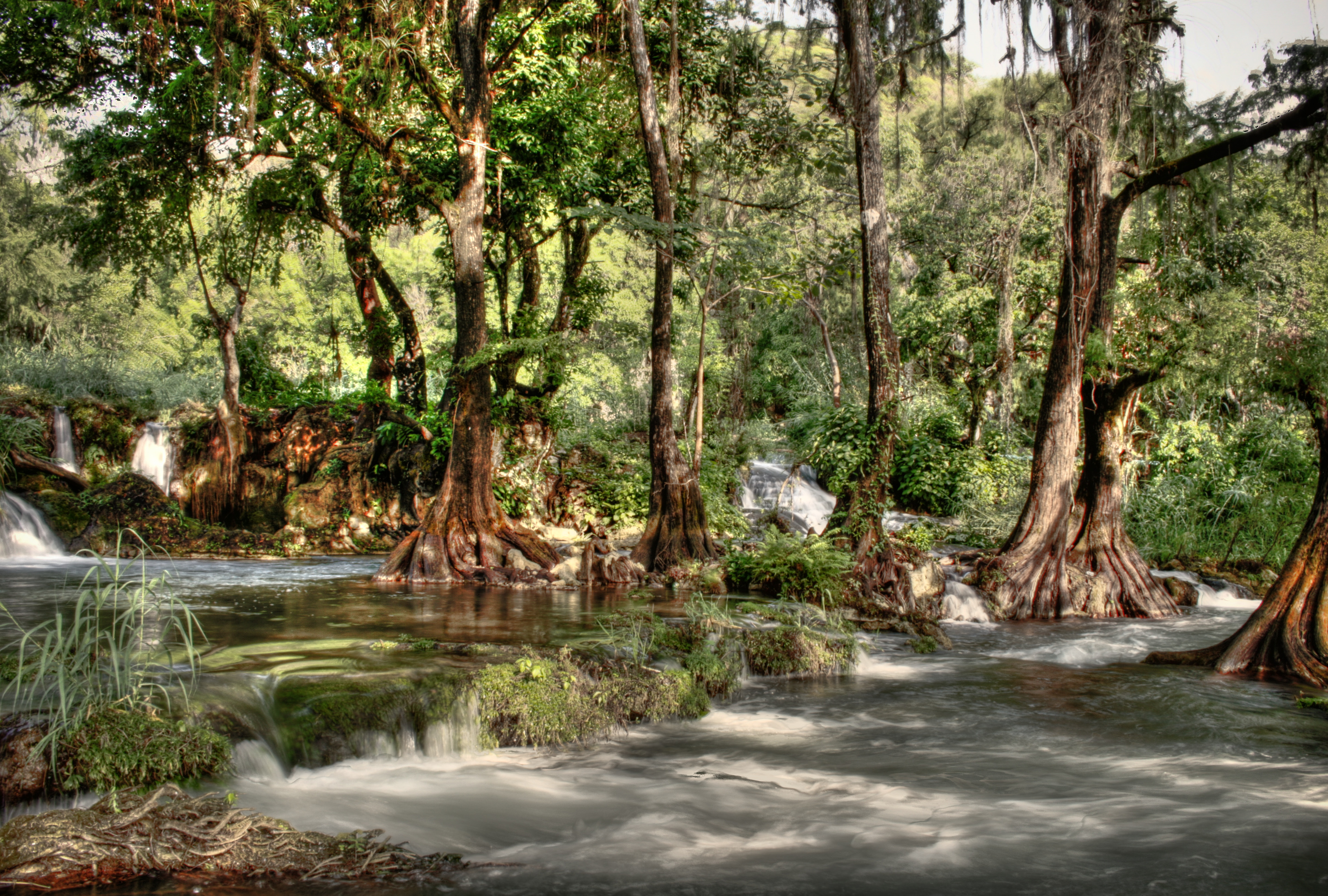
Річка Трамполон в муніципалітеті Тамасопо (Сан-Луїс-Потосі)

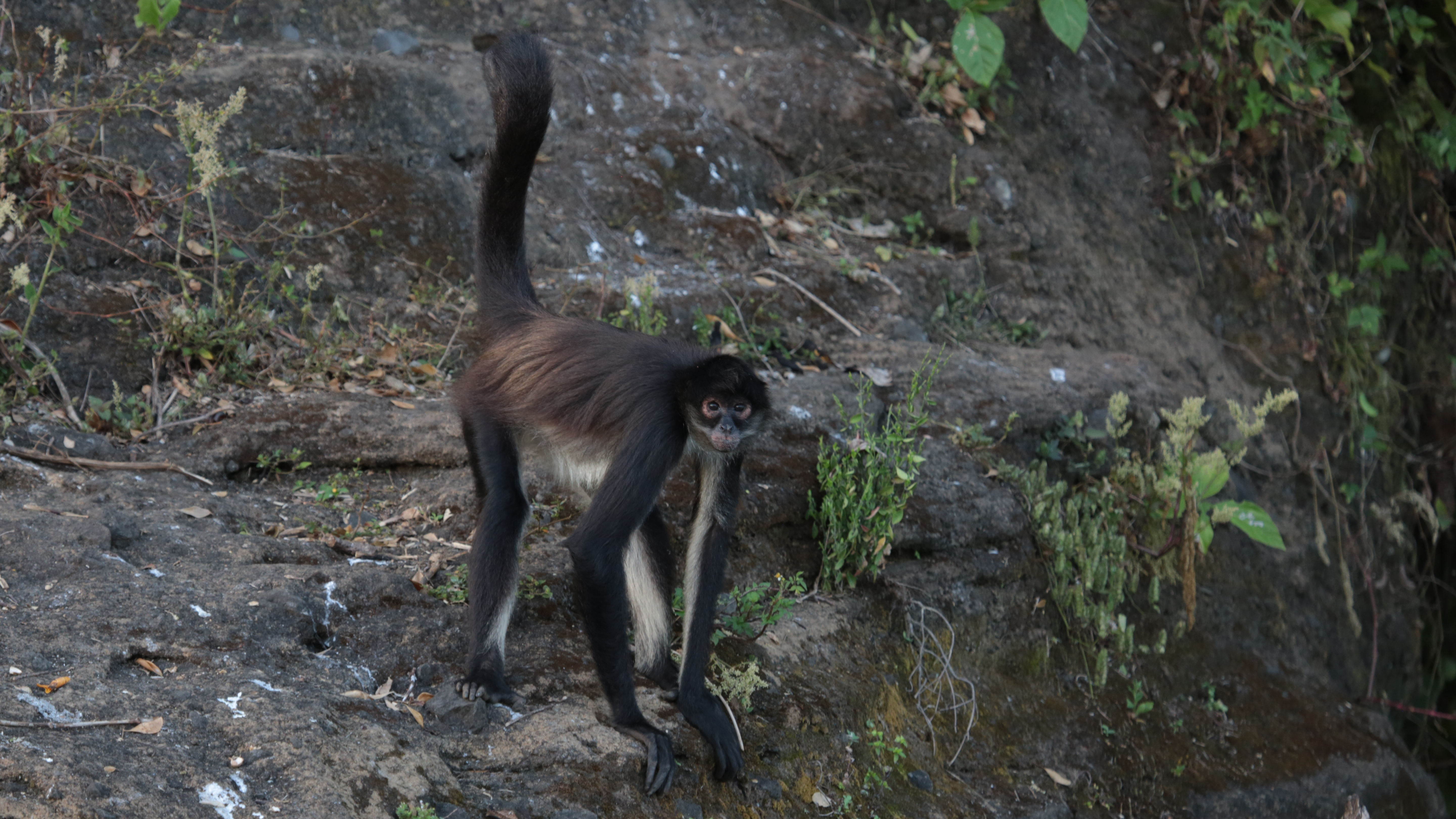
Центральноамериканська коата (Ateles geoffroyi) в околицях Катемако (Веракрус) (Веракрус)

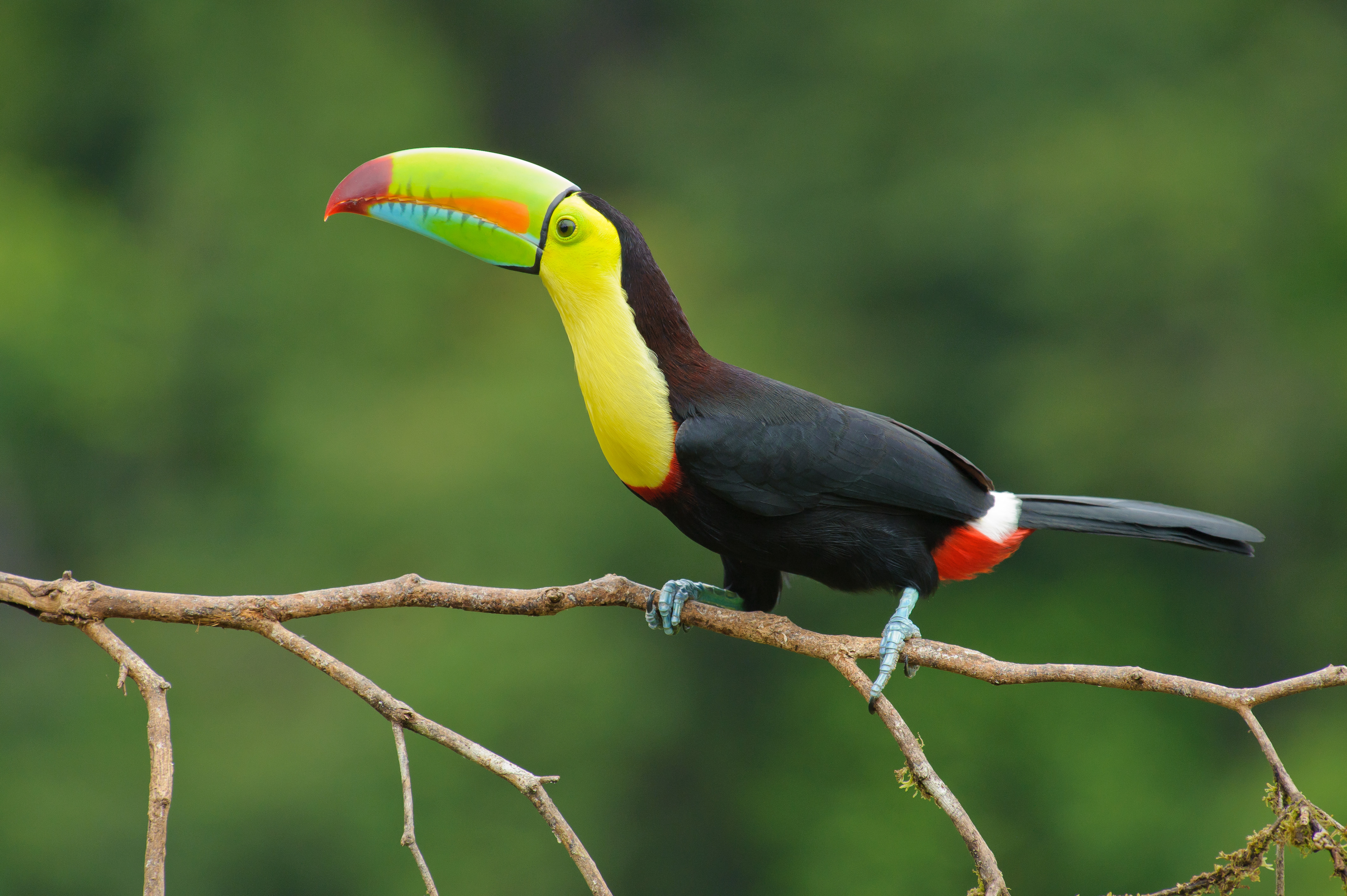
Жовтогорлий тукан (Ramphastos sulfuratus)

## Географія
Екорегіон вологих лісів Веракрусу охоплює територію площею майже 70 000 км², яка лежить на заході Примексиканської низовини, між горами Східної Сьєрра-Мадре або Сьєрра-Мадре-Орієнталь, та узбережжям Мексиканської затоки. Він простягається переважно через південну частину Тамауліпасу та північну частину Веракрусу, а також охоплює схід штатів Сан-Луїс-Потосі та Ідальго, північний схід Пуебли та крайній північний схід Керетаро. Більша частина екорегіону розташована в історико-географічному регіоні Ла-Уастека.
Рельєф регіону представлений низовинами, які на заході переходять у передгір'я Східної Сьєрра-Мадре. Через територію регіону протікає річка Моктесума, яка, прорізавши глибокі каньйони в горах Східної Сьєрра-Мадре, утворює разом з притоками річку Пануко. Вологі ліси простягаються уздовж глибоких річкових долин і каньйонів далеко на захід, досягаючи регіону Сьєрра-Горда. З геологічної точки зору в регіоні переважають крейдові осадові породи, серед яких зустрічається багато карстових форм рельєфу, а на крайній півночі екорегіону, в районі гірського масиву Сьєрра-де-Тамауліпас — магматичні породи. Ґрунти в регіоні неглибокі, однак багаті на органічні речовини.
У посушливих низовинах на півночі вологі ліси Веракрусу переходять у чагарники і луки тамауліпаського мескіталю, а на височинах — у чагарники тамауліпаського маторалю. На заході, в горах Східної Сьєрра-Мадре, поширені сосново-дубові ліси Східної Сьєрра-Мадре та гірські ліси Веракрусу. На південь від екорегіону поширені сухі ліси Веракрусу, за якими лежать Вологі ліси Петену та Веракрусу. На узбережжі Мексиканської затоки зустрічаються ділянки мангрових лісів Альварадо.

## Клімат
На більшій частині екорегіону переважає саванний клімат (Aw за класифікацією кліматів Кеппена), у передгір'ях та долинах Східної Сьєрра-Мадре — мусонний клімат (Am за класифікацією Кеппена), а на крайньому півдні екорегіону — екваторіальний клімат (Af за класифікацією Кеппена). Середньорічна кількість опадів в регіоні коливається від 1100 до 1600 мм, а вологий сезон триває протягом семи місяців.

## Флора
Рослинний покрив екорегіону представлений вологими та напіввологими тропічними вічнозеленими лісами. Значна частина цих лісів була знищена та перетворена на сільськогосподарські угіддя та пасовища, а їх незаймані залишки переважно обмежені стрімкими схилами та каньйонами. У лісах регіону домінують маянські горіхи (Brosimum alicastrum), сапотілові дерева (Manilkara zapota), однодомні каркаси (Aphananthe monoica), гумбо-лімбо (Bursera simaruba), деревоподібні дендропанакси (Dendropanax arboreus) та темпіскові дерева (Sideroxylon capiri), які виростають до 30 м заввишки. На півдні екорегіону, у найбільш вологій його частині, переважають гондураські червоні дерева (Swietenia macrophylla), сапотілові дерева (Manilkara zapota), вогнисті бернуллії (Bernoullia flammea) та запашні амаргосо (Astronium graveolens), а на заході, в штаті Сан-Луїс-Потосі, — маянські горіхи (Brosimum alicastrum) та однодомні каркаси (Aphananthe monoica). У лісах екорегіону є добре розвинений трав'яний ярус та зустрічається багато епіфітів, лишайників та грибів.

## Фауна

### Ссавці
Серед великих ссавців, поширених в екорегіоні, слід відзначити веракруського білохвостого оленя (Odocoileus virginianus veraecrucis), центральноамериканську мазаму (Mazama temama), ошийникового пекарі (Dicotyles tajacu) та рідкісну мавпу — центральноамериканську коату (Ateles geoffroyi), найпівнічнішого примата Нового Світу, а серед дрібних ссавців — флоридського кролика (Sylvilagus floridanus), центральноамериканського тапеті (Sylvilagus gabbi), низинну паку (Cuniculus paca), мексиканську рудочереву вивірку (Sciurus aureogaster), вивірку Деппе (Sciurus deppei), техаського рисового хом'яка (Oryzomys couesi), тольтекського бавовняного хом'яка (Sigmodon toltecus), північну байомишку (Baiomys taylori), кучерявого гоферика (Heterogeomys hispidus), мексиканського коенду (Coendou mexicanus), віргінського опосума (Didelphis virginiana), південного опосума (Didelphis marsupialis), мексиканського мишачого опосума (Marmosa mexicana), дев'ятипоясного броненосця (Dasypus novemcinctus), північного тамандуа (Tamandua mexicana) та північноамериканську коротковуху мідицю (Cryptotis parva). В екорегіоні зустрічається багато різноманітних рукокрилих, зокрема малі жовтоплечі месоамериканські кажани (Sturnira parvidens), складчастоморді листоноси (Centurio senex), звичайні вусані (Pteronotus parnellii) та звичайні вампіри (Desmodus rotundus). 
Найбільшими хижаками екорегіону є ягуари (Panthera onca) та північноамериканські пуми (Puma concolor couguar). Серед інших хижих ссавців, поширених у вологих лісах регіону, слід відзначити руду рись (Lynx rufus), оцелота (Leopardus pardalis), маргая (Leopardus wiedii), ягуарунді (Herpailurus yagouaroundi), койота (Canis latrans), сіру лисицю (Urocyon cinereoargenteus), тайру (Eira barbara), довгохвосту ласицю (Neogale frenata), кінкажу (Potos flavus), білоносу носуху (Nasua narica), великого гризона (Galictis vittata), американського свинорилого скунса (Conepatus leuconotus) та звичайного ракуна (Procyon lotor), а також неотропічну видру (Lontra longicaudis), поширену на берегах річок. Ендеміками екорегіону є тамауліпаські лісові хом'яки (Neotoma angustapalata) та тропічні гофери (Geomys tropicalis), а майже ендемічними його представниками — чорнуваті оленячі миші (Peromyscus furvus) та ель-каррізоські оленячі миші (Peromyscus ochraventer).

### Птахи
Орнітофауна екорегіону характеризується високим різноманіттям. Серед поширених в екорегіоні птахів слід відзначити чагарникового татаупу (Crypturellus cinnamomeus), великого кракса (Crax rubra), східну чачалаку (Ortalis vetula), жовтодзьобого голуба (Patagioenas flavirostris), велику піаю (Piaya cayana), малого ані (Crotophaga sulcirostris), ямайського поту (Nyctibius jamaicensis), червонодзьобого колібрі-смарагда (Cynanthus canivetii), зеленогрудого колібрі-манго (Anthracothorax prevostii), юкатанську амазилію (Amazilia yucatanensis), великодзьобого канюка (Rupornis magnirostris), сизого шуліку (Ictinia plumbea), смугастогрудого підсоколика (Falco rufigularis), білошию рарію (Micrastur semitorquatus), буру сову-лісовика (Strix virgata), рудого сичика-горобця (Glaucidium brasilianum), ошатноперого трогона (Trogon elegans), жовтогорлого тукана (Ramphastos sulfuratus), смугастобоку жовну (Dryocopus lineatus), світлодзьобого дятла-кардинала (Campephilus guatemalensis), жовтощокого амазона (Amazona autumnalis), жовтоголового амазона (Amazona oratrix), зеленого аратингу (Psittacara holochlorus), ямайського аратингу (Eupsittula nana), мексиканського кокоа (Xiphorhynchus flavigaster), великого бекарда (Pachyramphus aglaiae), техаського тирана (Tyrannus couchii), велику пітангу (Pitangus sulphuratus), буру паю (Psilorhinus morio), жовточереву паю (Cyanocorax luxuosus), плямистого поплітника (Pheugopedius maculipectus), бронзового дрозда (Turdus grayi), чагарникову гутураму (Euphonia affinis), узлісну гутураму (Euphonia hirundinacea), панамську коноту (Psarocolius montezuma), тропічного пісняра (Setophaga pitiayumi) та жовтокрилу саяку (Thraupis abbas).
На берегах водойм екорегіону зустрічаються мексиканські бушлі (Tigrisoma mexicanum), широкодзьобі кваки (Cochlearius cochlearius), амазонійські рибалочки (Chloroceryle amazona), неотропічні рибалочки-чубані (Megaceryle torquata) та майже ендемічні мексиканські жовтогорлики (Geothlypis flavovelata). Ендеміками регіону є зеленощокі амазони (Amazona viridigenalis) та тонкодзьобі мишовії (Hylorchilus sumichrasti), а майже ендемічними його представниками, які також зустрічаються в сусідніх екорегіонах, — східні дрімлюги (Antrostomus salvini), мексиканські сичики-горобці (Glaucidium sanchezi), східні момоти (Momotus coeruliceps), мексиканські ворони (Corvus imparatus), чорночубі синиці (Baeolophus atricristatus), руді тремблери (Toxostoma longirostre) та мексиканські кардинали (Rhodothraupis celaeno).

### Плазуни
В річках та лагунах у віддалених частинах екорегіону зустрічаються центральноамериканські крокодили (Crocodylus moreletii) разом із кількома видами черепах, такими як месоамериканські черепахи (Trachemys venusta) та скорпіонові мулові черепахи (Kinosternon scorpioides), а також ендемічні мулові черепахи Еррери (Kinosternon herrerai) та мексиканські коробчасті черепахи (Terrapene mexicana). Ендеміками екорегіону також є деякі види ящірок, зокрема рідкісні гладкошиї скляні ящірки (Ophisaurus incomptus) та печерні тропічні нічні ящірки (Lepidophyma micropholis), які зустрічаються лише у карстових печерах та їх околицях в передгір’ях Східної Сьєрра-Мадре, зокрема в горах Сьєрра-Кучарас та Сьєрра-дель-Абра на півдні Тамауліпасу. Серед інших ящірок, що зустрічаються в екорегіоні, слід відзначити шовковистого аноліса (Anolis sericeus), райдужну амейву (Holcosus amphigrammus), рожевочереву колючу ігуану (Sceloporus variabilis), мексиканську шипохвосту ігуану (Ctenosaura acanthura) та каскоголову ігуану (Laemanctus serratus).
У вологих лісах екорегіону мешкає багато тропічних центральноамериканських змій, зокрема імператорські удави (Boa imperator), центральноамериканські індигові змії (Drymarchon melanurus), звичайні ременеподібні змії (Imantodes cenchoa), мексиканські змії-папуги (Leptophis mexicanus), потосійські бронзовоголови (Oxybelis potosiensis) (Oxybelis potosiensis), руді полози (Pseudelaphe flavirufa), зелені полози (Senticolis triaspis), тропічні курячі змії (Spilotes pullatus) та смугасті равликоїди (Tropidodipsas fasciata). Деякі види змій, такі як мексиканські гачконосі змії (Ficimia olivacea), мокасинові змії Тейлора (Agkistrodon taylori) та тотонацькі гримучники (Crotalus totonacus), є майже ендемічними представниками екорегіону, які також зустрічаються у деяких сусідніх регіонах. Серед отруйних змій, поширених в регіоні, окрім останніх двох видів, слід також відзначити техаського коралового аспіда (Micrurus tener) та американську списоголову гадюку (Bothrops asper) або терціопело.

### Земноводні
Найпоширенішим видом саламандр в екорегіоні є широконога саламандра (Bolitoglossa platydactyla) з родини безлегеневих саламандр (Plethodontidae), поширена на прибережних низовинах від південного Тамауліпасу до Теуантепецького перешийка. Ареал південного підвиду техаського тритона Notophthalmus meridionalis kallerti майже повністю збігається з межами екорегіону вологих лісів Веракрусу. Існують також свідчення про присутність ізольованої популяції середніх сиренів (Siren intermedia) у водно-болотних угіддях центрального Веракрусу. Загалом, незважаючи на те, що різноманіття саламандр та інших хвостатих земноводних у Мексиці є одним з найвищих у світі, ці тварини здебільшого зустрічаються у гірських районах країни.
Різноманіття жаб та інших безхвостих амфібій в регіоні є значно вищим. Серед поширених в екорегіоні видів слід відзначити затокову ропуху (Incilius nebulifer), очеретяну ропуху (Rhinella horribilis), мексиканського свистуна (Leptodactylus fragilis), чорноплямистого свистуна (Leptodactylus melanonotus), північного овечого вузькорота (Hypopachus variolosus) та мексиканську риючу жабу (Rhinophrynus dorsalis). У вічнозелених широколистяних лісах, поширених на прибережних низовинах Північного Веракрусу, також зустрічаються звичайні мексиканські райки (Smilisca baudinii), барвисті райки (Tlalocohyla picta) та райки Штауффера (Scinax staufferi).

### Риби
У басейні річки Пануко зустрічається щонайменше 85 видів прісноводних риб (хоча багато з них живуть у прохолодних верхів'ях річок в горах Східної Сьєрра-Мадре, на захід від екорегіону). Іхтіофауна екорегіону характеризується поєднанням помірних і тропічних таксонів та високим рівнем ендемізму. Багато струмків та річок в регіоні живляться підземними водами з карстових водоносних горизонтів, що забезпечує їх більш стабільний режим, порівняно з річками, що мають переважно дощове живлення, та відносно стабільну температуру води. Біля підніжжя гір Східної Сьєрра-Мадре зустрічається багато карстових печер та підземних водних шляхів. Деякі види риб пристосовані до життя у цих затоплених печерах, зокрема ендемічні фантомні сліпі сомики (Prietella lundbergi), які були знайдені на глибині 50 метрів у печерних системах річки Фріо, притоки Гуаялехо, та ендемічні печерні тетри (Astyanax jordani), позбавлені зору та пігментації родичі мексиканської тетри (Astyanax mexicanus).
У річках екорегіону спостерігається високе різноманіття мечоносців, серед яких слід відзначити вівцеголових мечохвостів (Xiphophorus birchmanni), витонченого мечохвоста (Xiphophorus cortezi), гірського мечохвоста (Xiphophorus nezahualcoyotl) і ендемічного мінливого мечоносця (Xiphophorus variatus), та цихлід, серед яких слід відзначити діамантову цихліду (Herichthys carpintis) та ендемічних шайрельських цихлід (Herichthys pantostictus) і наутлійських цихлід (Herichthys deppii). Також у водоймах екорегіону поширені карликові шайнери (Notropis tropicus), гамбузії Форлона (Gambusia regani), затокові гамбузії (Gambusia vittata), головнеїдні яльці (Tampichthys erimyzonops) та ендемічні ліхтарні яльці (Tampichthys ipni). Багатьом видам риб, поширених у водоймах регіону, загрожує будівництво гребель, відведення води для сільського господарства, скидання відходів, пов'язаних із сільським господарством і тваринництвом, нафтове та промислове забруднення, поширення інвазивних видів та безвідповідальна рекреаційна діяльність.

## Збереження
Більша частина вологих лісів екорегіону була знищена та замінена чагарниками і вторинними угрупованнями. Основною причиною зникнення лісів була масштабна вирубка, яка проводилася заради заготівлі деревини, розширення сільськогосподарських угідь та пасовищ. Незаймані залишки лісів переважно обмежені важкодоступними районами в передгір'ях Східної Сьєрра-Мадре.
Оцінка 2017 року показала, що 2603 км², або 4 % екорегіону, є заповідними територіями. Природоохоронні території включають: Біосферний заповідник Ель-Сьєло, Біосферний заповідник Сьєрра-дель-Абра-Танчіпа, Біосферний заповідник Сьєрра-Горда, Біосферний заповідник Сьєрра-Горда-де-Гуанахуато, Біосферний заповідник Сьєрра-де-Тамауліпас, Біосферний заповідник Лагуни-Мадре та дельти Ріо-Браво, Природну пам'ятку Берналь-де-Оркасітас, Природну пам'ятку Ель-Сотано-де-лас-Голондрінас, Природну пам'ятку Ла-Хойя-де-лас-Уахуас, Заповідну зону Ріо-Філо-Бобос та Заповідну зону Ріо-Некакса.